# Bouhy
Bouhy – miejscowość i gmina we Francji, w regionie Burgundia-Franche-Comté, w departamencie Nièvre.
Według danych na rok 1990 gminę zamieszkiwało 495 osób, a gęstość zaludnienia wynosiła 14 osób/km² (wśród 2044 gmin Burgundii Bouhy plasuje się na 464. miejscu pod względem liczby ludności, natomiast pod względem powierzchni na miejscu 110.).